# Flemming Meyer
Flemming Meyer es un deportista danés que compitió en remo. Ganó cuatro medallas en el Campeonato Mundial de Remo entre los años 1988 y 1992.

## Palmarés internacional
| Campeonato Mundial | Campeonato Mundial   | Campeonato Mundial | Campeonato Mundial      |
| Año                | Lugar                | Medalla            | Prueba                  |
| ------------------ | -------------------- | ------------------ | ----------------------- |
| 1988               | Milán (Italia)       | Medalla de bronce  | Ocho con timonel ligero |
| 1989               | Bled (Yugoslavia)    | Medalla de plata   | Ocho con timonel ligero |
| 1990               | Tasmania (Australia) | Medalla de plata   | Ocho con timonel ligero |
| 1992               | Montreal (Canadá)    | Medalla de oro     | Ocho con timonel ligero |